# Tola
A Tola (halha mongol: Туул гол azaz Túl gol; jelentése: „átkel, túljut”) közép és észak Mongólia egyik legjelentősebb folyója. Vízgyűjtő területe 49 840 km², hosszúsága 704 km.
A Tola a mongolok szent folyója. Már 636-ban említést tesznek róla kínai krónikák Duluo-folyó néven. A folyót a helyiek „Túl Királynő” néven is emlegetik.
A Gorhi-Tereldzsín Nemzeti Park területén a Hentij-hegységben ered és Mongólia fővárosát Ulánbátort is érinti. Átfolyik a Husztajn Nurú Nemzeti Parkon, majd az Orhonba ömlik. Az Orhon a Szelengába folyik, mely később Oroszországban a Bajkál tavat táplálja vizével. November és április közepe közt fagyott, de a jégmentes időszakban sem hajózható.
Partját fűz és ártéri erdők kísérik, vízében több veszélyeztetett faj él, mint például a szibériai tok. Elterjedt madarak erre a sólyomfélék és a fekete keselyű.
Ulánbátor szennyvize és a közelben található arany- és nehézfémbányák súlyos környezetszennyezést okoznak. Ezen kívül súlyos problémát jelent a felszíni szennyeződések (szemét, állattetemek stb.) folyóba mosódása.